# Xóc Đĩa
Xóc Đĩa, також XocDia ([sɔk̚ diə̯], укр. сок діа) — азартна гра, широко поширена у В'єтнамі. Гра, ймовірно, виникла близько 1909 року. Ця гра вважається незаконною урядовими органами, оскільки вважається, що вона пов'язана із злочинною діяльністю, а азартні ігри визначені як незаконна діяльність у В'єтнамському кримінальному кодексі.

## Як грати

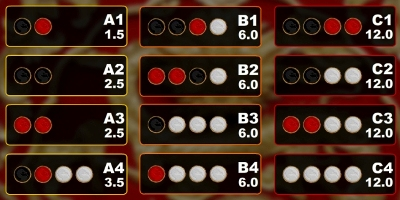
Таблиця комбінацій

У нього грають 4 жетони у формі монети у 4 різних кольорах.[прояснити]
| Комбінація                      | Можливість |
| ------------------------------- | ---------- |
| чорний чорний червоний червоний | 1/16       |
| чорний чорний сірий сірий       | 1/16       |
| червоний червоний сірий сірий   | 1/16       |
| сірий сірий сірий сірий         | 1/16       |
| чорний чорний червоний сірий    | 2/16       |
| червоний червоний чорний сірий  | 2/16       |
| чорний сірий сірий сірий        | 2/16       |
| червоний сірий сірий сірий      | 2/16       |
| чорний червоний сірий сірий     | 4/16       |